# Muzeul Național Cotroceni

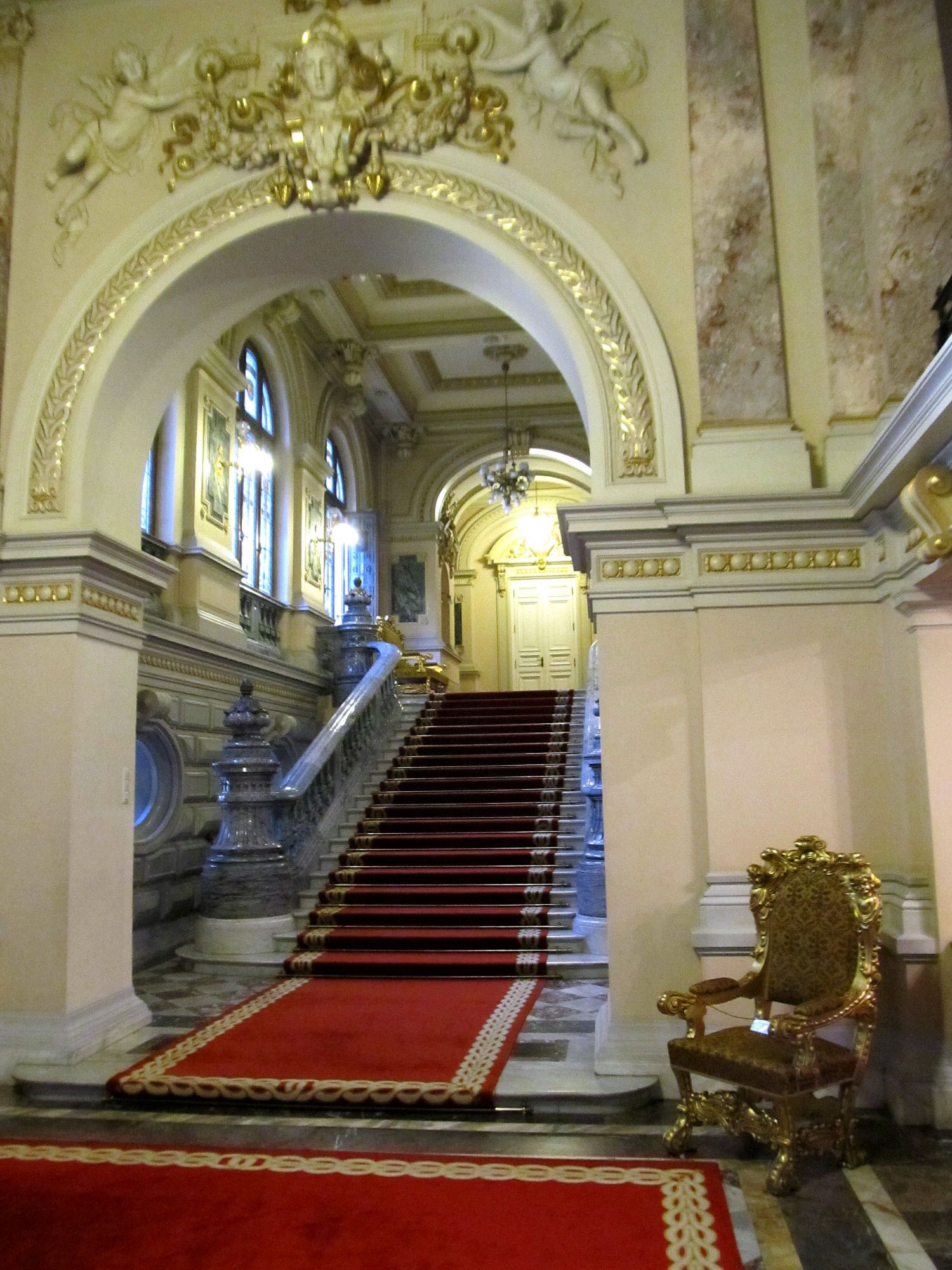
Scară interioară la Muzeul Național Cotroceni

Muzeul Național Cotroceni este un muzeu din București, România, situat în Palatul Cotroceni, unde pot fi vizitate spații din fosta mănăstire de la Cotroceni și fostul palat regal de la Cotroceni, unde au locuit regele Ferdinand și regina Maria, precum și colecțiile de artă veche decorativă europeană.
Ansamblul Cotroceni a fost ridicat între 1679–1681, la vest de orașul București de către Domnitorul Șerban Cantacuzino (1678–1688) și a fost cea mai importantă ctitorie a sa. În cadrul acestuia se remarcau biserica „Adormirea Maicii Domnului“ - asemănătoare tipologic bisericii episcopale din Curtea de Argeș — precum și palatul domnesc edificat în spiritul baroc — specific civilizației occidentale europene a acelor vremuri. Sub aspect arhitectonic, ansamblul de la Cotroceni cunoaște câteva momente de referință: primul este legat de numele ctitorului Șerban Cantacuzino (1678–1688); al doilea datează din perioada domniei lui Barbu Dimitrie Știrbei (1849–1853, 1854–1856) care, în 1852, îl reface și modernizează, înființează gradina de la Cotroceni (una dintre marile grădini ale Capitalei ); urmează edificarea palatului princiar (1893–1895), de către arhitectul francez Paul Gottereau, dar din cauza rezistenței scăzute a palatului, după cutremurul din 1977 va urma o nouă etapă, când s-a refacut în mare parte palatul, spre deosebire de construcțiile medievale care au rezistat vitregiilor vremii; tot atunci s-a ridicat și o aripă nouă, care adăpostește sediul Președinției României.
Prin Legea nr. 1/30 iunie 1990, care stipulează utilizarea corpului istoric ca instituție muzeală, la 27 decembrie 1991, a fost deschis pentru marele public Muzeul Național Cotroceni.